# 563. grenadirski polk (Wehrmacht)
563. grenadirski polk (izvirno nemško 563. Grenadier-Regiment; kratica 563. GR) je bil pehotni polk Heera v času druge svetovne vojne.

## Zgodovina
Polk je bil ustanovljen marca 1945 s preimenovanjem 563. grenadirskega šolskega polka in dodeljen 154. pehotni diviziji.